# Исторические заметки в Санкт-Галленских рукописях
Исторические заметки в Санкт-Галленских рукописях (лат. Notae historicae codicibus Sangallensibus adiectae) — разрозненные заметки исторического характера, внесённые часто поздними переписчиками в рукописи, хранившиеся в библиотеке Санкт-Галленского монастыря. Охватывают период с 806 по 1262 гг. Описывают события истории Франкского государства, Священной Римской империи, Италии и Франции.

## Издания
- Notae historicae codicibus Sangallensibus adiectae / ed. G. H. Pertz // MGH, SS. Bd. I. Hannover. 1826, p. 70-71[2].

## Переводы на русский язык
- Исторические заметки в Санкт-Галленских рукописях в переводе И. М. Дьяконова на сайте Восточной литературы